# Zapalenie szyjki macicy
Zapalenie szyjki macicy – jedna z najczęściej występujących infekcji u kobiet. Stanowi rodzaj zapalenia dolnego odcinka narządów płciowych.

## Etiologia
Przyczynami zapalenia szyjki macicy mogą być:
- Neisseria gonorrhoeae,
- Chlamydia trachomatis[1].

## Objawy
Do objawów należy śluzowo-ropna wydzielina z kanału szyjki. Zapalenie może również przebiegać bezobjawowo przy zakażeniu rzeżączką.

## Leczenie
Leczenie zapalenia szyjki macicy jest dwukierunkowe. Podaje się penicylinę, ampicylinę, amoksycylinę lub chinolony (w przypadku rzeżączki) i azytromycynę, tetracyklinę, erytromycynę lub doksycyklinę (w przypadku chlamydii).
Leczenie trwa nie krócej niż 7 dni.